# Roadie Rowdy Piper Band
Die Roadie Rowdy Piper Band (RRPB) war eine österreichisch-irische Folkband und entwickelte sich aus zwei Folkgruppen der 1980er Jahre, den Stadtpfeiffern und Cidre.
Xandi Tichy (Scottish Bagpipes, Accordion, Tinwhistle, Percussion) und Mario Prinz (Vocals, Gitarre) spielten in beiden Gruppen und gründeten gemeinsam mit Chris Schöner in einer langen Nacht zu Beginn der 1990er Jahre die RRPB. Nach dem Ausscheiden von Chris Schöner übernahm 1995 Stephan Stoney Steiner den Fiddle-Part und im November 1996 schloss sich Brian O’Shea (Banjo, Mandoline, Vocals) aus Dublin der Gruppe an. 
Mit diesen personellen Wechseln erfolgte eine professionelle Ausrichtung der Band. Höhepunkte waren Auftritte im Rahmen des Fußball-WM-Qualifikationsspiels Österreich - Schottland im Wiener Stadion, im Wiener Metropol, im Funkhaus Wien sowie beim Lent-Festival in Marburg. Nach „Stop That“ wurde im Juni 1998 die zweite CD „Anyway“ (Extraplatte 343-2) veröffentlicht.

## Bandmitglieder
Brian O’Shea
Als Banjo-, Mandolinen- und Bouzoukispieler einer der gefragtesten Sessionmusiker Dublins. Wurde All Ireland Champion an der Mandoline und war Mitglied der Folk-Rock-Gruppe Speranza. Ab Herbst 1996 in Wien und Mitglied der Roadie Rowdy Piper Band. In Wien als Sprachlehrer (englisch) tätig. Lebt seit einigen Jahren wieder in Dublin- 
Mario Prinz
Nach musikalischen Anfängen als Gitarrist bei der Rockgruppe Change Mitte der 70er Jahre in weiterer Folge als Kultursoziologe (Diplomarbeit: Wiener Gaststätten, Dissertatio n: Das Orchester) sowie Mitglied bei den Folkgruppen Stadtpfeiffer und Cidre tätig. Als Geschäftsführer des Vereins für Kulturaustausch Organisator des Folkfestival Gutenbrunn (1995–2004). Gründungsmitglied der Roadie Rowdy Piper Band 1992. Seit vielen Jahren Eigentümer der Dr. Mario Prinz POTSTILL GmbH-
Stephan „Stoney“ Steiner
Seit 1995 als Fiddleplayer Mitglied der Roadie Rowdy Piper Band. Studiert Musikwissenschaften und ist ein integrativer Bestandteil der Wiener Sessionszene und begehrter Gastmusiker bei vielen Ensembles. Seine musikalischen Beiträge in der Folkgruppe Hotel Palindrone dokumentieren sein weitgefächertes Interesse für alle Arten von Folkmusik. 
Xandi Tichy
Nach Blues-rockigen Anfängen als Bassist bei diversen Gruppen heute als Gründungsmitglied der Multiinstrumentalist der Roadie Rowdy Piper Band (Akkordeon, Schottischer Dudelsack, Tinwhistle, Percussion). Gemeinsam mit Mario Mitglied bei Stadtpfeiffer und Cidre (LP-Produktion: Ikarus, Extraplatte62). Beruflich derzeit als Musikalienhändler, Restaurateur für Instrumente und Komponist tätig.